# رزی ماتساکوراتی
رُزی ماتساکوراتی (ایتالیایی: Rosy Mazzacurati؛ زادهٔ ۹ مه ۱۹۳۸ - ۱۶ اکتبر ۲۰۲۰) بازیگر اهل ایتالیا بود.
از فیلم‌هایی که وی در آن نقش داشته‌است، می‌توان به شوهران جوان، شب، راهبهٔ مونتزا و ساحل اشاره کرد.